# Křenovy Dvory
Křenovy Dvory (německy Krenhöfen) jsou osada, část obce Nadějkov v okrese Tábor v Jihočeském kraji. Nachází se asi dva kilometry severovýchodně od Nadějkova. Jsou zde evidovány tři adresy. V roce 2011 zde trvale žilo pět obyvatel.
Křenovy Dvory leží v katastrálním území Starcova Lhota o výměře 6,06 km².

## Historie
První písemná zmínka o vesnici pochází z roku 1617.

## Přírodní poměry
Západně od vesnice leží přírodní památka Zeman.

## Obyvatelstvo
| Rok            | 1869 | 1880 | 1890 | 1900 | 1910 | 1921 | 1930 | 1950 | 1961 | 1970 | 1980 | 1991 | 2001 | 2011 | 2021 |
| -------------- | ---- | ---- | ---- | ---- | ---- | ---- | ---- | ---- | ---- | ---- | ---- | ---- | ---- | ---- | ---- |
| Počet obyvatel | 25   | 35   | 19   | 21   | 25   | 15   | 16   | 12   | 10   | 8    | 7    | 7    | 7    | 5    | 5    |
| Počet domů     | 3    | 3    | 3    | 3    | 3    | 3    | 3    | 3    | 3    | 3    | 3    | 3    | 4    | 3    | 3    |

## Obecní správa
Při sčítání lidu v letech 1850–1879 Křenovy Dvory byly osadou obce Nadějkov v okrese Sedlčany. V letech 1880–1963 byly osadou obce Starcova Lhota, se kterým patřily nejprve do okresu Sedlčany, ale v roce 1950 v okrese Milevsko. Od roku 1964 jsou opět částí obce Nadějkov v okrese Písek, ale od 24. listopadu 1990 v okrese Tábor.

## Galerie

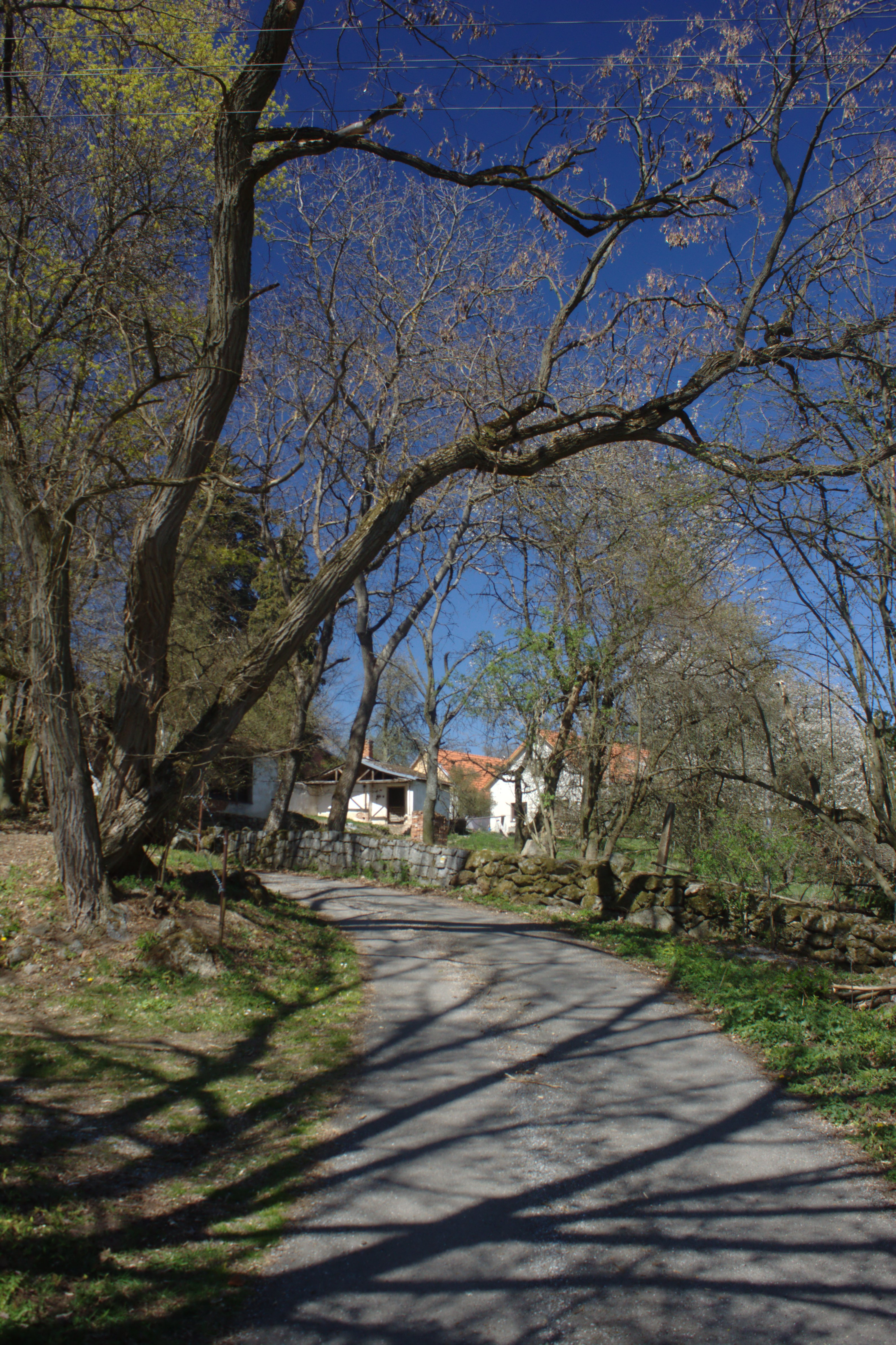
Cesta
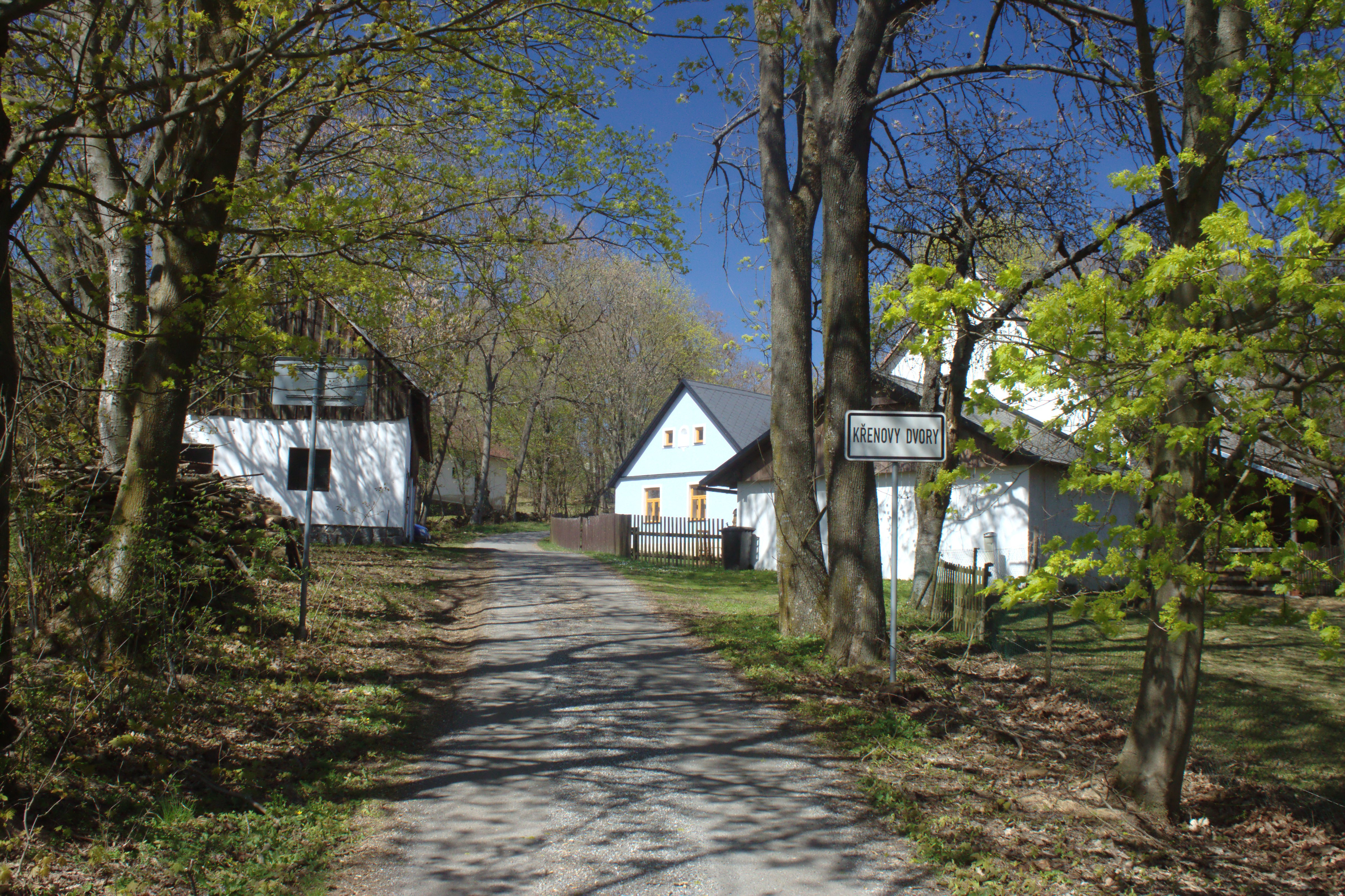
Začátek osady